# Damien Wilkins (pisarz)
Damien Wilkins (ur. 1963 w Lower Hutt) – nowozelandzki pisarz, poeta, scenarzysta i wykładowca akademicki. Jego książki były wdawane w Nowej Zelandii, USA i Wielkiej Brytanii. Jest laureatem wielu nagród i wyróżnień. Redagował wielokrotnie nagradzaną antologię, „Great Sporting Moments: The Best of Sport Magazine 1988-2004”.
Wilkins, jeden z najbardziej charakterystycznych pisarzy, którzy pojawili się w latach 80. Kształcił się na Victoria University of Wellington,  uzyskał tytuł Master of Fine Arts, w zakresie twórczego pisania, na Washington University w St Louis. Od 1992 roku jest pisarzem w pełnym wymiarze godzin i okazjonalnym nauczycielem pisania na uniwersytecie w Wellington.
Jest jednym z założycieli magazynu literackiego „Sport”, który działa pod redakcją Fergusa Barrowmana od 1988.
Pierwsza sztuka teatralna Wilkinsa, „Drinking Games”, została wystawiona w Circa Theatre w 2008.
W 2008 otrzymał prestiżową nagrodę Katherine Mansfield Menton Fellowship, a jego powieść „Somebody Loves Us All” została napisana podczas pobytu w Menton, we Francji.

## Nagrody i wyróżnienia
- 1989 Heinemann Reed Fiction Award
- 1992 Whiting Awards
- 1994 New Zealand Book Award for Fiction
- 2006 Montana New Zealand Book Awards
- 2007 Ockham New Zealand Book Awards
- 2008 Katherine Mansfield Menton Fellowship
- 2013 Arts Foundation Laureate Award
- 2014 New Zealand Post Book Awards
- 2017 Ockham New Zealand Book Awards

## Twórczość

### Powieści
- The Miserables (1993)
- Little Masters (1996)
- Nineteen Windows under Ash (2000)
- Chemistry (2002)
- The Fainter (2006)
- Somebody Loves Us All (2009)
- Max Gate (2013)
- Dad Art (2016)
- Lifting (2017)

### Opowiadania
- The Veteran Perils (1990)
- For everyone concerned and other stories (2008)

### Sztuki teatralne
- Drinking Games (2008)

### Poezja
- The Idles (1993)

### Redakcja
- Great Sporting Moments: The Best of Sport Magazine 1988–2004 (2005)

### Scenariusze telewizyjne
- Duggan
- The Insiders Guide to Happiness